# Bobija, Cetinje
Bobija este un sat din comuna Cetinje, Muntenegru. Conform datelor de la recensământul din 2003, localitatea are 39 de locuitori (la recensământul din 1991 erau 65 de locuitori).

## Demografie
În satul Bobija locuiesc 36 de persoane adulte, iar vârsta medie a populației este de 62,7 de ani (63,8 la bărbați și 62,2 la femei). În localitate sunt 26 de gospodării, iar numărul mediu de membri în gospodărie este de 1,50.
|  |

| Demografie | Demografie | Demografie |
| An         | Locuitori  | Locuitori  |
| ---------- | ---------- | ---------- |
|            |            |            |
|            |            |            |
|            |            |            |
|            |            |            |
| 1948       | 287        |            |
| 1953       | 317        |            |
| 1961       | 298        |            |
| 1971       | 191        |            |
| 1981       | 115        |            |
| 1991       | 65         | 64         |
| 2003       | 39         | 39         |

| \| Componența etnică conform recensământului din 2003[2] \| Componența etnică conform recensământului din 2003[2] \| Componența etnică conform recensământului din 2003[2] \| Componența etnică conform recensământului din 2003[2] \| Componența etnică conform recensământului din 2003[2] \| \| ----------------------------------------------------- \| ----------------------------------------------------- \| ----------------------------------------------------- \| ----------------------------------------------------- \| ----------------------------------------------------- \| \| \| \| \| \| \| \| Muntenegreni \| Muntenegreni \| \| 35 \| 89,74% \| \| Sârbi \| Sârbi \| \| 4 \| 10,25% \| \| necunoscută \| necunoscută \| \| 0 \| 0% \| |              |  |    |        |
| Componența etnică conform recensământului din 2003 |              |  |    |        |
| |              |  |    |        |
| Muntenegreni | Muntenegreni |  | 35 | 89,74% |
| Sârbi | Sârbi        |  | 4  | 10,25% |
| necunoscută | necunoscută  |  | 0  | 0%     |